# Mait Riisman
Mait Riisman (Tallinn, 23 de setembro de 1956 – 17 de maio de 2018) foi um jogador de pólo aquático da Estônia. Fez parte da equipe soviética de pólo aquático que ganhou a medalha de ouro nos Jogos Olímpicos de Verão de 1980 em Moscou.
Foi também vencedor nos campeonatos da União Soviética (equipe do Moscou RG de 1979, equipe do Dynamo de Moscou de 1985-87), tendo ainda quatro medalhas de prata (1975, 1977, 1980, 1981) e uma de bronze (1976).